# Katedra greckoprawosławna Wszystkich Świętych w Londynie
Katedra greckoprawosławna Wszystkich Świętych (ang. The Greek Orthodox Cathedral of All Saints) – kościół znajdujący się w londyńskiej dzielnicy Camden Town, w gminie London Borough of Camden. Zbudowany jako świątynia Kościoła Anglii, należy obecnie do Patriarchatu Konstantynopolitańskiego (arcybiskupstwo Tiatyry i Wielkiej Brytanii). Mieści się przy skrzyżowaniu ulic Camden Street i Pratt Street.
Kościół zbudowany w latach 1822–1824 i zaprojektowany przez Williama i Henry'ego Williama Inwoodów. Wzniesiony z żółtej towarowej cegły z kamiennymi wschodnimi i zachodnimi fasadami (zachodnia fasada wymalowana); kamienna wieża. Budowla wzniesiona na planie prostokąta z apsydalnym prezbiterium. Świątynia reprezentuje styl neogrecki. Fasada zachodnia z półokrągłym portykiem w antach z wielkimi żłobkowanymi kolumnami jońskimi dźwigającymi belkowanie biegnące wokół budowli; podtrzymywane w zachodnich narożnikach fasady przez pilastry. Antefiks na gzymsie. Nad portykiem okrągła kamienna wieża (wzorowana na pomniku Lizykratesa w Atenach) z kolumnami jońskimi podtrzymującymi belkowanie sklepione przez bęben z cyferblatami zegarów i krzyżowymi kwiatonami. Trzy wejścia z kwadratowymi głowicami z otoczeniem pilastrów, gzymsowymi głowicami i półkokrągło-łukowymi architrawami; drzwi drewniane z XX wieku i nad nimi panele sztukateriowe. Północna i południowa elewacja z architrawowymi okrągło-łukowymi oknami posiadającymi obrzeże z kwadratowymi głowicami, Apsyda przy ścianie wschodniej z okrągło-łukowymi oknami połączonymi przez grupy impostów.